# Egg (surf)
 (février 2025).
 (octobre 2012).
Pour les articles homonymes, voir Egg.

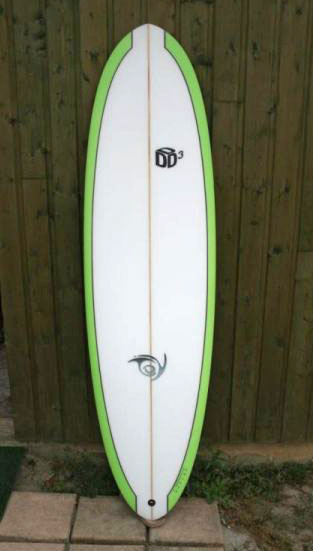
Un egg Toy.

Les Eggs sont des planches de surf particulières. On peut à loisir accentuer l'une ou l'autre des caractéristiques de base et les considérer soit comme de tout petits longboards soit comme des shortboards performants et confortables.
Typiquement, un Egg est rond devant et rond derrière. On peut toutefois varier les plaisirs et marquer des traits de caractère plus affirmés.
Selon son programme, on peut équiper un Egg d'un simple boîtier de dérive et le surfer en single, lui adjoindre des plugs latéraux et le surfer en trifin ou bien encore placer trois jeux de plugs pour dérives amovibles.
Un Egg peut être une bonne option quel que soit le niveau du surfeur, que l'on cherche une planche pour les houles poussives de l'été, pour plus de confort à la rame en hiver ou qu'on soit à la recherche d'une planche pour progresser

## Le saviez-vous?
- Il n'y a qu'en France que l'on les appelle « mini-Malibu », partout ailleurs ce genre de planches sont appelées « Egg ».
- Autrefois les Eggs étaient généralement de taille moyenne entre 2,13 et 2,44 m, aujourd'hui on trouve des Eggs dans des tailles plus petites, parfois même jusqu'à 1,83 m.